# Erythrogonia splendida
Erythrogonia splendida är en insektsart som beskrevs av Fabricius 1803. Erythrogonia splendida ingår i släktet Erythrogonia och familjen dvärgstritar. Inga underarter finns listade i Catalogue of Life.